# Neutron
För andra betydelser, se Neutron (olika betydelser).
Neutronen (n) är en subatomär partikel som tillsammans med protoner bildar en atomkärna. Olika antal neutroner i kärnan ger upphov till olika isotoper av ett grundämne. Neutronen har ingen elektrisk laddning, den är neutral, har spinn ½, och massan 939,565 MeV/c² (1.6749 × 10−27 kg, eller 1,00866490 u, aningen mer än protonen).
Neutronen är en baryon som tillhör familjen hadroner, och består alltså av tre kvarkar, närmare bestämt en upp-kvark och två ner-kvarkar. Upp-kvarken har laddningen +2e/3 medan ner-kvarken har laddningen -e/3, därav är dess totala laddning noll.

## Stabilitet och sönderfall

Feynmandiagram av neutronsönderfall

Utanför atomkärnan är neutronen instabil och sönderfaller med en medellivslängd 885,7 ± 0,8 sekund, som motsvarar en halveringstid på 10 minuter och 14 sekunder. Vid sönderfallet omvandlas neutronen till en elektron, en antineutrino och en proton:
{\displaystyle {\hbox{n}}\to {\hbox{p}}+{\hbox{e}}^{-}+{\overline {\nu }}_{\mathrm {e} }}.
Sönderfallet sker genom svag växelverkan, där en d-kvark förvandlas till en u-kvark, en elektron och en antineutrino. En negativ W-boson förmedlar den svaga växelverkan som en virtuell partikel.
Inne i atomkärnan sker normalt en ständig förvandling mellan neutroner och protoner genom att dessa partiklar utbyter pioner, även kallade pimesoner.

## Växelverkan
Neutronen kan interagera genom alla de fyra fundamentala krafterna: elektromagnetisk, stark och svag växelverkan samt gravitation. 
Även om neutronens totala laddning är noll kan den växelverka elektromagnetiskt på två sätt: för det första har den ett magnetiskt moment av samma storleksordning som protonens, och för det andra är den uppbyggd av elektriskt laddade kvarkar. Den elektromagnetiska växelverkan är därför främst av intresse vid magnetisk växelverkan och vid djupt inelastisk spridning, då en foton med hög energi växelverkar med en kvark inuti neutronen.
Den starka kraften är den som oftast är relevant i samband med protoner; den ser till att de tre kvarkarna som bygger upp dem binds till en enda partikel. Även den starka kärnkraften, som binder samman protoner och neutroner till atomkärnor, är ett resultat av den starka växelverkan, och är även den främsta kraften av intresse när neutroner passerar genom massiva objekt, då neutroner till skillnad från laddade partiklar eller fotoner inte kan förlora energi genom att exitera eller jonisera atomer, utan fortsätter tills den kolliderar med en atomkärna. Detta gör att neutronstrålning tränger genom de flesta material och är därigenom särskilt farlig.
Den svaga växelverkan påverkar neutronen när den sönderfaller enligt ovan, och gravitation på samma sätt som andra kroppar. Gravitationen är dock så svag att den kan försummas i experiment inom partikelfysiken.

## Detektering
De vanliga metoderna för att detektera elektrisk laddade partiklar, genom att söka efter resultaten av jonisering, som till exempel i en Wilsonkammare, fungerar inte för neutroner. Neutroner som sprids elastiskt mot atomkärnor kan visserligen skapa jonisationsspår, men sådana experiment är svåra att utföra, och därför används andra metoder där interaktionerna med atomkärnor är det viktiga.
En vanlig sådan metod går ut på att omvandla energin som frigörs vid dessa kollisioner till elektriska signaler. Nukliderna 3He, 6Li, 10B, 233U, 235U, 237Np och 239Pu är användbara för detta. 

## Användningsområden
Neutronen spelar en viktig roll i de flesta kärnreaktioner, då neutroninfångning ofta leder till att kärnan blir radioaktiv. Kunskap om neutronen och dess egenskaper har varit speciellt viktigt vid utvecklandet av kärnvapen och kärnreaktorer.
Kall, termisk och varm neutronstrålning används i anläggningar för neutronspridning, där den används på liknande sätt som röntgenstrålning för att analysera kondenserad materia. Neutroner kompletterar mätningar med röntgen genom att skillnader i känslighet för magnetism, energiområde, inträngningsförmåga, samt via atomernas reaktionstvärsnitt.
Utvecklingen av "neutronlinser" baserade på total inre reflektion i tunna glasrör eller via reflektion i aluminiumplattor med urgröpningar har drivit på utvecklingen av neutronmikroskopi och neutron-/gammastrålnings-tomografi. 
En annan användning av neutroner är för att detektera lätta atomkärnor, i synnerhet det väte man finner i vattenmolekylen. När en snabb neutron kolliderar med en lätt kärna tappar den en stor andel av sin energi. Om man sänder snabba neutroner mot till exempel en markyta kommer neutronerna som kolliderar med väteatomerna i vattnet att reflekteras som långsamma neutroner. Genom att mäta, med en neutronprob, hur stor andel av de utsända neutronerna som reflekteras som långsamma kan man bestämma fuktigheten i jorden.
I fusionsforskning används neutroner från fusionsplasma för att få information om plasmat. Till exempel kan neutronflödet användas för att uppskatta jontermperaturen i ett fusionsplasma. Neutrondiagnostik används bland annat på tokamak-reaktorn JET .

## Neutronkällor
Eftersom fria neutroner är instabila kan man endast få neutronstrålning via sönderfall av atomkärnor, kärnreaktioner och i hög-energetiska reaktioner (till exempel via kosmisk strålning eller i partikelacceleratorer). Neutronstrålar av fria neutroner fås från neutronkällor. För att få tillgång till intensiva neutronkällor måste forskare använda speciallaboratorier, som till exempel ISIS i Storbritannien, världens för närvarande mest intensiva källa för neutroner och myoner [källa behövs].
Eftersom neutroner är totalt sett oladdade kan man inte styra eller accelerera dem via elektriska eller magnetiska fält på samma sätt som görs med laddade partiklar, då dessa endast påverkar neutronen svagt via dess magnetiska moment.

## Skydd
Att utsätta sig för fria neutroner är riskfyllt, eftersom fria neutroner som träffar atomkärnor kan förändra dessa så att atomslag ändras, det vill säga att atomer förvandlas till atomer av andra grundämnen. Detta kan leda till att molekyler som atomerna ingår i ändras till sådant som kroppen inte är anpassad till att hantera – vilket kan leda till cancer eller andra problem. Atomkärnors infångning av neutroner kan även leda till att atomer blir radioaktiva och alltså i sin tur blir källor till farlig strålning. Fria neutroner har stor genomträngningsförmåga även genom tjocka väggar, och en livstid som i genomsnitt rör sig om minuter. För att skydda sig rekommenderas att vistas på största möjliga avstånd från neutronkällan och så kort tid som möjligt.
För andra typer av genomträngande strålning, till exempel gammastrålar, lämpar sig material av atomer med tunga atomkärnor, till exempel bly, men dessa material lämpar sig mindre bra för att avskärma sig från fria neutroner – bland annat eftersom dessa material snabbt själva blir radioaktiva när de absorberar neutroner. För att avskärma sig från fria neutroner lämpar sig istället material av atomer med lätta atomkärnor, som dels inte så lätt blir radioaktiva och dels är effektivare när det gäller att bromsa ner neutronerna – eftersom atomkärnorna i dessa material har massor som ligger närmare neutronens, vilket gör att neutronerna studsar tillbaka från dem med mindre fart. Till exempel används väte-rika material (som exempelvis paraffin) ofta att skydda mot neutroner. Betong används också. Efter att ha saktats ner kan neutroner absorberas med exempelvis litium-6, en isotop som gärna tar upp långsamma neutroner utan att själv ge upphov till sekundär strålning. 
Neutroner absorberas så starkt av vanligt vatten (med den vanliga lätta väte-isotopen) att sådant vatten inte är optimalt att använda när man vill att neutronerna bara ska bromsas ner (och inte absorberas) av vattnet, så att neutronerna sedan lättare klyver atomkärnorna i bränslet i en kärnreaktor. Det tunga vätet (deuterium) i tungt vatten har en väldigt mycket lägre absorptionsbenägenhet för neutroner än normalt vatten (med den lätta väte-isotopen, protium). Deuterium används därför i reaktorer av CANDU-typ, när man vill sakta ner neutronerna för att öka sannolikheten att neutronerna åstadkommer kärnklyvning när de träffar atomkärnor i bränslet – istället för att fångas in av vattnet (moderatorn).

## Upptäckt
År 1930 upptäckte de tyska fysikerna Walther Bothe och Herbert Becker att när högenergetiska alfapartiklar från radioaktivt polonium träffade vissa lätta grundämnen – beryllium, bor och litium – så uppstod en ovanligt genomträngande typ av strålning. Denna troddes först vara gammastrålning, även om den var långt mer genomträngande än all då känd gammastrålning, vilket gjorde de experimentella resultaten svåra att tolka.
1932 gjordes nästa betydande bidrag av Irène Joliot-Curie och Frédéric Joliot i Paris, då de visade att om denna mystiska strålning träffade paraffin, eller andra kemiska föreningar innehållande väte så utsändes protoner med mycket hög energi. Detta motsade inte i sig själv tron på att det var fråga om gammastrålning, men detaljerade kvantitativa analyser gjorde det svårt att få denna hypotes att stämma. Senare samma år utförde den brittiske fysikern James Chadwick en serie experiment som slutgiltigt visade att hypotesen med gammastrålar var ohållbar, och föreslog att strålningen istället utgjordes av oladdade partiklar med ungefär samma massa som protonen. Han utförde även experiment som stödde detta antagande. Rutherford hade redan 1920 teoretiserat om "neutroner", efter den latinska roten för "neutral" och den grekiska ändelsen "-on" (efter mönster av protonen och elektronen).

## Forskningsläget idag
Ett forskarlag lett av Francisco-Miguel Marqués vid Centre national de la recherche scientifique har lagt fram en hypotes om existensen av stabila kluster av fyra neutroner, tetraneutroner, baserat på observationer av sönderfallet av beryllium-14-kärnan. Eftersom de nuvarande teorierna inte medger sådana kluster anses denna teori som extra intressant.

## Antineutronen
Antineutronen är neutronens antipartikel, och upptäcktes 1956 av Bruce Cork ett år efter upptäckten av antiprotonen.